# Threshold (Band)
Threshold ist eine Progressive-Metal-Band aus England.

## Geschichte

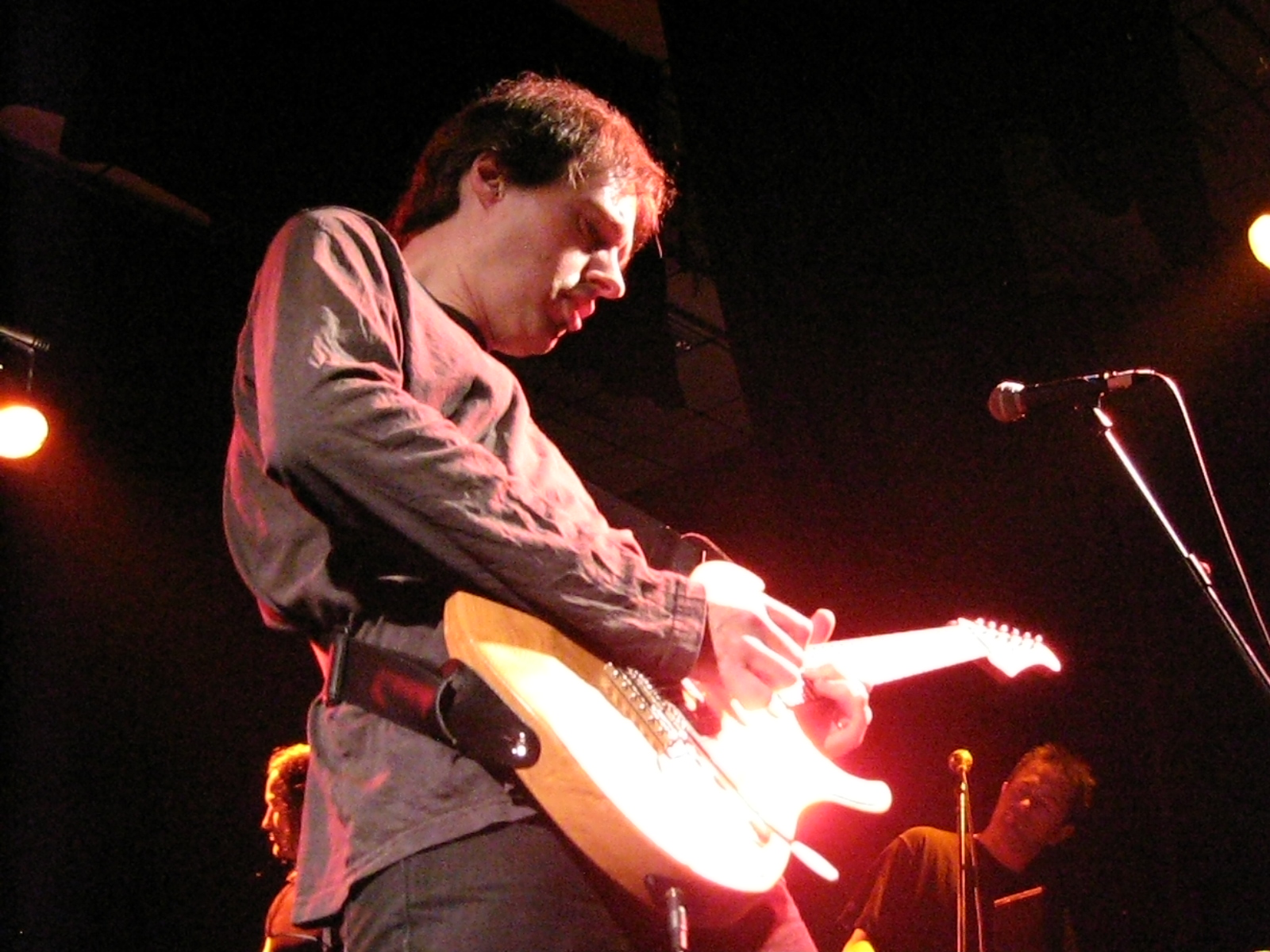
Im Jahr 1988 wurde die Band von Gitarrist Karl Groom gegründet. (Foto: 2007)

Threshold wurde Ende der 1980er Jahre von Karl Groom (Gitarre), Jon Jeary (Gesang, E-Bass) und Nick Midson (Gitarre) im Süden Englands gegründet. Tony Grinham (Schlagzeug) und Richard West (Keyboard) vervollständigten das Line-Up. Nach einer wachsenden Zahl der Auftritte beschloss Jon Jeary, sich ganz dem Bass zu widmen und Damian Wilson wurde als Lead-Sänger in die Band geholt. 1993 unterschrieb sie einen Vertrag mit dem Independent-Label GEP und veröffentlichte ihr Debütalbum Wounded Land. Traditionsgemäß steht jedes Threshold-Album unter einem bestimmten übergreifenden Thema. Bei Wounded Land geht es um den Umgang des Menschen mit der Natur. 1994 wurde mit Psychedelicatessen das zweite Studioalbum veröffentlicht. Damian Wilson hatte mittlerweile die Band verlassen, um sich mehr auf seine Rollen im Musical-Theater konzentrieren zu können. Als Ersatz wurde Glynn Morgan gefunden. Es folgte eine ausgedehnte Tour im Vorprogramm von Dream Theater, die den Bekanntheitsgrad von Threshold erhöhte. Außerdem wurde ihr erstes Video zum Lied Innocent produziert.
Nach einer längeren Pause und erneuten Wechseln am Mikrofon (Damian Wilson kehrte in die Band zurück) und am Schlagzeug (Mark Heaney für Nick Harradence) ging Threshold erneut ins Studio, um ihr drittes Album Extinct Instinct aufzunehmen, welches das Thema „Verfall der geistigen Werte“ behandelt. 1998 veröffentlichte Threshold das vierte Studioalbum Clone. Inspiriert vom Schaf „Dolly“, dem ersten „offiziell“ geklonten Säugetier, hatten die Musiker ihr erstes Konzeptalbum geschrieben. Im Text geht es um ein Mädchen, das DNA-manipuliert zur Welt kommt und mit der Zeit herausfindet, dass es übersinnliche Kräfte besitzt. Mit Andrew McDermott wurde bereits für die Aufnahmen der vorerst letzte Sänger gefunden, und auf der Tour zum Album stieß auch Johanne James zur Band hinzu. 1999 spielte Threshold auf dem Wacken Open Air, in dessen Umfeld Mac vom Publikum zum besten Frontmann des Festivals gekürt wurde. Nach dem Auftritt verließ Richard West für sechs Monate die Band. Im Jahr 2000 wechselte sie von GEP zu dem Label InsideOut Music. Unter diesem wurde 2001 Hypothetical veröffentlicht, das der Band „Album of the Month Awards“ in zahlreichen Magazinen wie Rock Hard und Metal Hammer einbrachte. 2002 folgte das progressivere Critical Mass. Während der Sommer-Tour 2003 wurde die Live-DVD Critical Energy aufgenommen, auf der ein Set mit den größten Hits der Band zu sehen ist. 2004 wurde mit Subsurface das siebte Studioalbum veröffentlicht. Dieses brachte die Band unter anderem in den deutschen Charts erstmals unter die Top 30. Jon Jeary wurde mittlerweile fest durch Steve Anderson ersetzt, einem langjährigen Freund. Da man aus den Problemen der Tour zu Critical Mass gelernt hatte, wurden auf der CD alle Konzertdaten für die „Subsurface-Tour“ angegeben. Diese, mit Deadsoul Tribe als Support, wurde eine der erfolgreichsten der Formation.
Seit Herbst 2006 steht die Band bei Nuclear Blast unter Vertrag und genießt damit die Vorteile eines Marktführers im Metal-Segment. Nick Midson ist nun vorläufig nicht mehr dabei, da er, als einziges Mitglied der Band mit einem anderen Hauptberuf, pausieren muss. Unter Nuclear Blast veröffentlichte die Band am 23. März 2007 ihr achtes Studioalbum Dead Reckoning. Im Sommer 2007 verließ Sänger Andrew McDermott die Band während der laufenden Tournee und wurde für den Rest der Tour durch den früheren Sänger Damian Wilson ersetzt. Nachdem Damian Wilson auch auf dem Tourabschnitt im Frühjahr 2008 als Frontsänger gierte, ist er inzwischen wieder festes Mitglied. Andrew „Mac“ McDermott verstarb am 3. August 2011 an Nierenversagen. Im August 2012 erschien ihr neuntes Studioalbum March of Progress nach fünf Jahren Wartezeit.
Zwei Jahre später erschien mit For The Journey das zehnte Studioalbum, das zwiespältige Reaktionen hervorgerufen hat. Während der Albumtour wurde das Doppel-Livealbum "European Journey" aufgenommen, das zu einem Großteil aus March Of Progress und For The Journey-Songs besteht.
Im März 2017 gaben Threshold die Trennung von Damian Wilson bekannt, der durch Glynn Morgan ersetzt wurde, welcher bereits 1994 das zweite Album Psychedelicatessen eingesungen hat.

## Trivia
Mit ihren Alben Extinct Instinct, Hypothetical, Critical Mass, Subsurface, Dead Reckoning und March of Progress konnte die Band bereits sechs Auszeichnungen zum „Album des Monats“ im deutschen Rock-Hard-Magazin für sich verbuchen. Da dies u. a. mit ihren letzten fünf Studioalben gelang, kann man dabei sogar von einer Fünfer-Serie sprechen.

## Diskografie

### Studioalben
| Jahr | Titel Musiklabel                    | Höchstplatzierung, Gesamtwochen, AuszeichnungChartplatzierungen (Jahr, Titel, Musiklabel, Platzierungen, Wochen, Auszeichnungen, Anmerkungen) | Höchstplatzierung, Gesamtwochen, AuszeichnungChartplatzierungen (Jahr, Titel, Musiklabel, Platzierungen, Wochen, Auszeichnungen, Anmerkungen) | Höchstplatzierung, Gesamtwochen, AuszeichnungChartplatzierungen (Jahr, Titel, Musiklabel, Platzierungen, Wochen, Auszeichnungen, Anmerkungen) | Höchstplatzierung, Gesamtwochen, AuszeichnungChartplatzierungen (Jahr, Titel, Musiklabel, Platzierungen, Wochen, Auszeichnungen, Anmerkungen) | Anmerkungen                              |
| Jahr | Titel Musiklabel                    | DE | AT | CH | UK | Anmerkungen                              |
| ---- | ----------------------------------- | --- | --- | --- | --- | ---------------------------------------- |
| 1993 | Wounded Land GEP                    | — | — | — | — | Erstveröffentlichung: 1. September 1993  |
| 1994 | Psychedelicatessen GEP              | — | — | — | — | Erstveröffentlichung: 1. November 1994   |
| 1997 | Extinct Instinct GEP                | — | — | — | — | Erstveröffentlichung: 10. März 1997      |
| 1998 | Clone GEP                           | — | — | — | — | Erstveröffentlichung: 20. November 1998  |
| 2001 | Hypothetical InsideOut Music        | — | — | — | — | Erstveröffentlichung: 20. März 2001      |
| 2002 | Critical Mass InsideOut Music       | DE78 (1 Wo.)DE | — | — | — | Erstveröffentlichung: 2. September 2002  |
| 2004 | Subsurface InsideOut Music          | DE66 (1 Wo.)DE | — | — | — | Erstveröffentlichung: 3. August 2004     |
| 2007 | Dead Reckoning Nuclear Blast        | DE64 (1 Wo.)DE | — | — | — | Erstveröffentlichung: 28. März 2007      |
| 2012 | March of Progress Nuclear Blast     | DE28 (2 Wo.)DE | AT55 (1 Wo.)AT | CH30 (2 Wo.)CH | — | Erstveröffentlichung: 24. August 2012    |
| 2014 | For the Journey Nuclear Blast       | DE33 (1 Wo.)DE | AT71 (1 Wo.)AT | CH19 (1 Wo.)CH | — | Erstveröffentlichung: 19. September 2014 |
| 2017 | Legends of the Shires Nuclear Blast | DE13 (2 Wo.)DE | AT31 (1 Wo.)AT | CH14 (1 Wo.)CH | UK90 (1 Wo.)UK | Erstveröffentlichung: 8. September 2017  |
| 2022 | Dividing Lines Nuclear Blast        | DE34 (2 Wo.)DE | AT67 (1 Wo.)AT | CH14 (1 Wo.)CH | — | Erstveröffentlichung: 18. November 2022  |

### „Direct to fan“-Veröffentlichungen
- Decadent (Remixes, 1999)
- Concert in Paris (Live, 2002)
- Wireless - Acoustic Sessions (Akustikalbum, 2003)
- Replica (Remixes, 2004)
- Surface to Stage (Live, 2006)
- Paradox-The Singles Collection (8 CD-Box, 2009)
- Two-Zero-One-Seven (Live, 2018)

### Livealben und Kompilationen
- Livedelica (1995)
- Concert in Paris (2002)
- Critical Energy (2004)
- The Ravages of Time - The Best of Threshold (2007)
- The European Journey (2015)

### Singles
- Pressure (2006)
- Pilot in the Sky of Dreams (2007)

### Videoalben
- Critical Energy (2004)

## Besetzung
Besetzung des Debütalbums
- Damian Wilson – Gesang
- Karl Groom – Gitarre, Basspedale
- Nick Midson – Gitarre

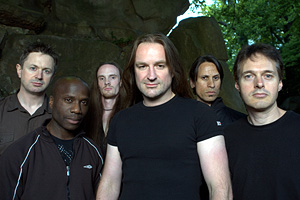
Richard West, Johanne James, Pete Morten, Damian Wilson, Steve Anderson und Karl Groom (v. l. n. r., Foto: 2009)

- Jon Jeary – Bass, akustische Gitarre, Hintergrundgesang
- Richard West – Keyboard
- Tony Grinham – Schlagzeug

Besetzung während Dead Reckoning
- Andrew McDermott – Gesang
- Karl Groom – Gitarre
- Richard West – Keyboard
- Steve Anderson – Bass
- Johanne James – Schlagzeug

Weitere Bandmitglieder im Laufe der Zeit
- Glynn Morgan – Gesang
- Nick Harradence – Schlagzeug
- Mark Heaney – Schlagzeug
- Nick Midson – Gitarre (macht vorläufig Pause von der Band)
- Pete Morten – Gitarre

Aktuelle Besetzung
- ab 2017 Glynn Morgan – Gesang
- Karl Groom – Gitarre, Basspedale
- Richard West – Keyboard
- Johanne James – Schlagzeug
- Steve Anderson – Bass